# Düsseldorfer Löwensenf

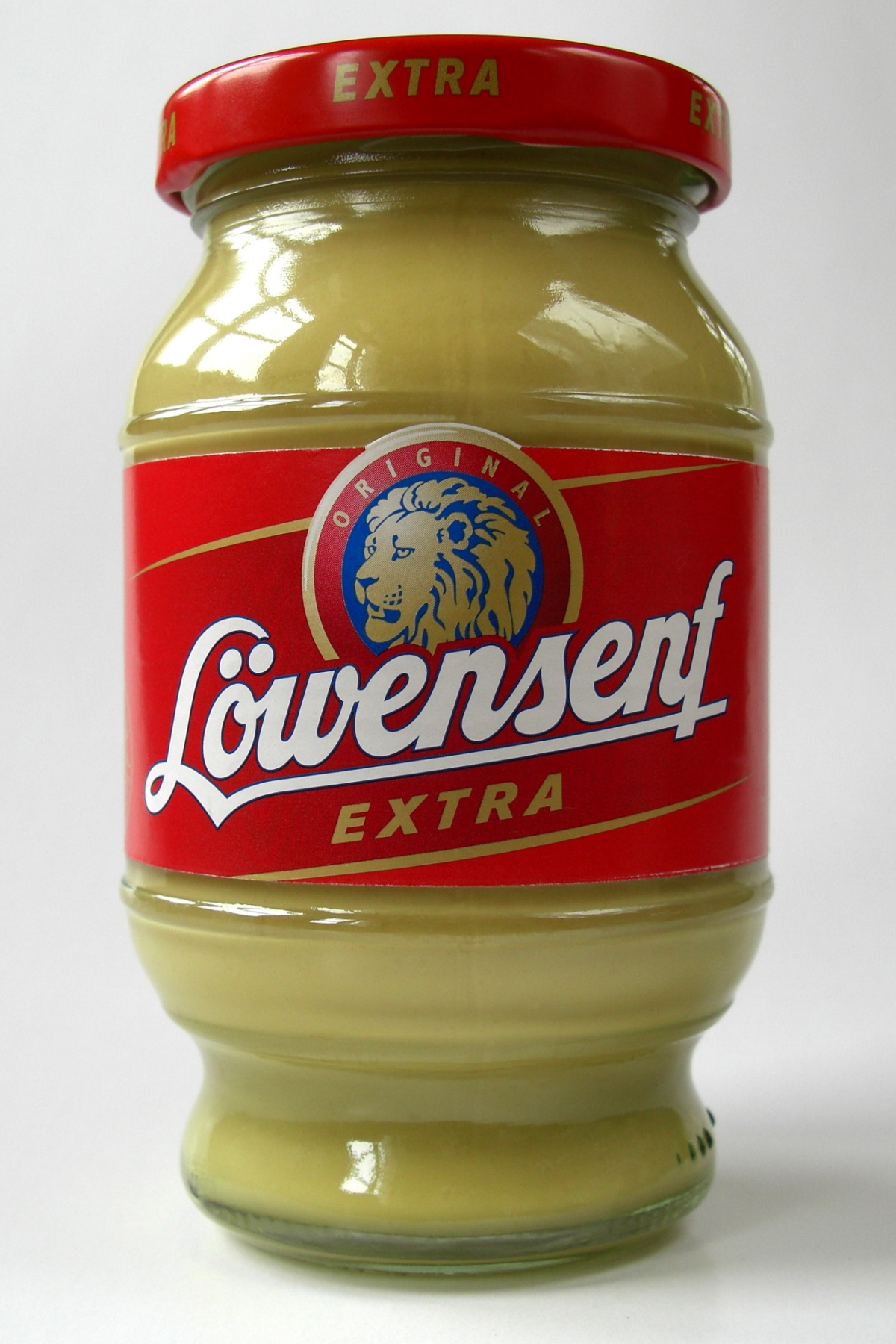
Moutarde de Düsseldorf

La moutarde Löwensenf de Düsseldorf est une moutarde forte fabriquée à Düsseldorf, Allemagne par la maison Löwensenf,  entreprise fondée à Metz en 1903, pendant l'annexion à l’Empire allemand (1871–1918), par la famille Otto et Frieda Frenzel et qui a déménagé à Düsseldorf après la première guerre mondiale.
Depuis 2001, la firme coopère avec Develey Senf & Feinkost.
Il existe plusieurs variétés de cette moutarde, faite à partir de graines de moutarde, de vinaigre, de sel et d'acide citrique pour accompagner toutes les viandes et, éventuellement, entrer dans la composition de la mayonnaise.
L'appellation « Moutarde de Düsseldorf » n'est pas une appellation d'origine contrôlée.